# Harland & Wolff

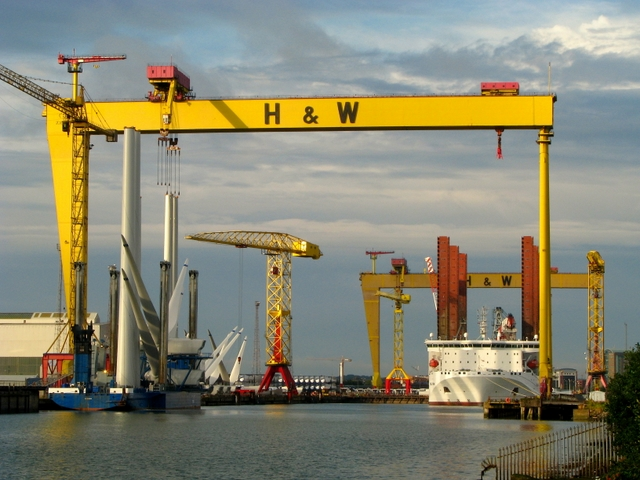
Dock von Harland & Wolff in Belfast mit den Kränen Samson und Goliath

Harland & Wolff (auch Harland and Wolff) ist ein Schiffbau- und Fertigungsunternehmen im Vereinigten Königreich mit Produktionsstätten in Belfast, Arnish, Appledore und Methil, das sich auf Bau und Reparatur von Schiffen und Offshorebauwerken spezialisiert hat. Der Stammsitz in Belfast war während der Glanzzeit der Liniendampfer (englisch ocean liner) eine der bedeutendsten Schiffswerften Europas und beschäftigte 30.000 Mitarbeiter. Seit 2025 ist Harland & Wolff im Eigentum von Navantia UK, einer Tochtergesellschaft des staatlichen spanischen Rüstungskonzerns Navantia.

## Geschichte

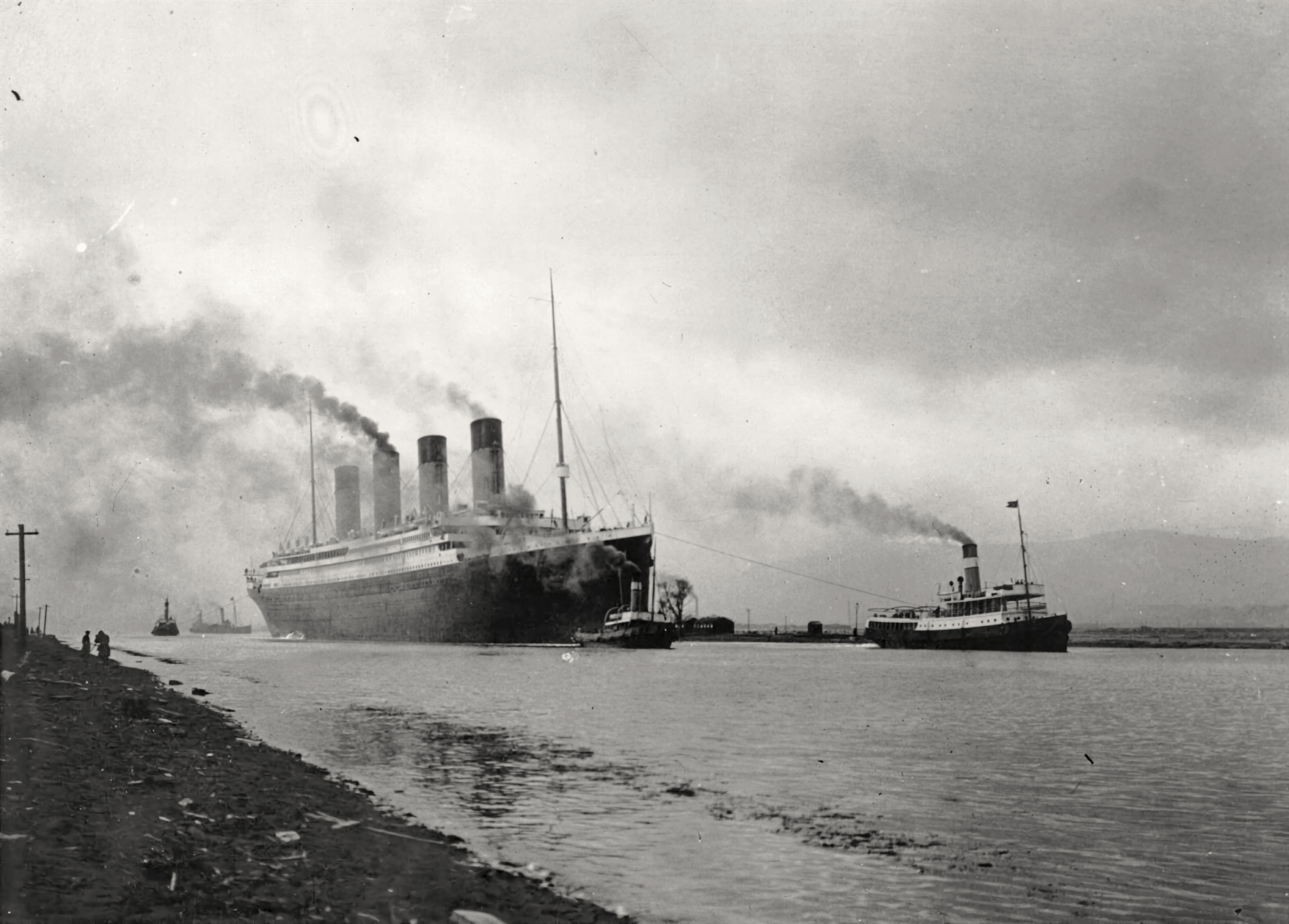
Die Titanic, ein Schiff der Werft Harland & Wolff

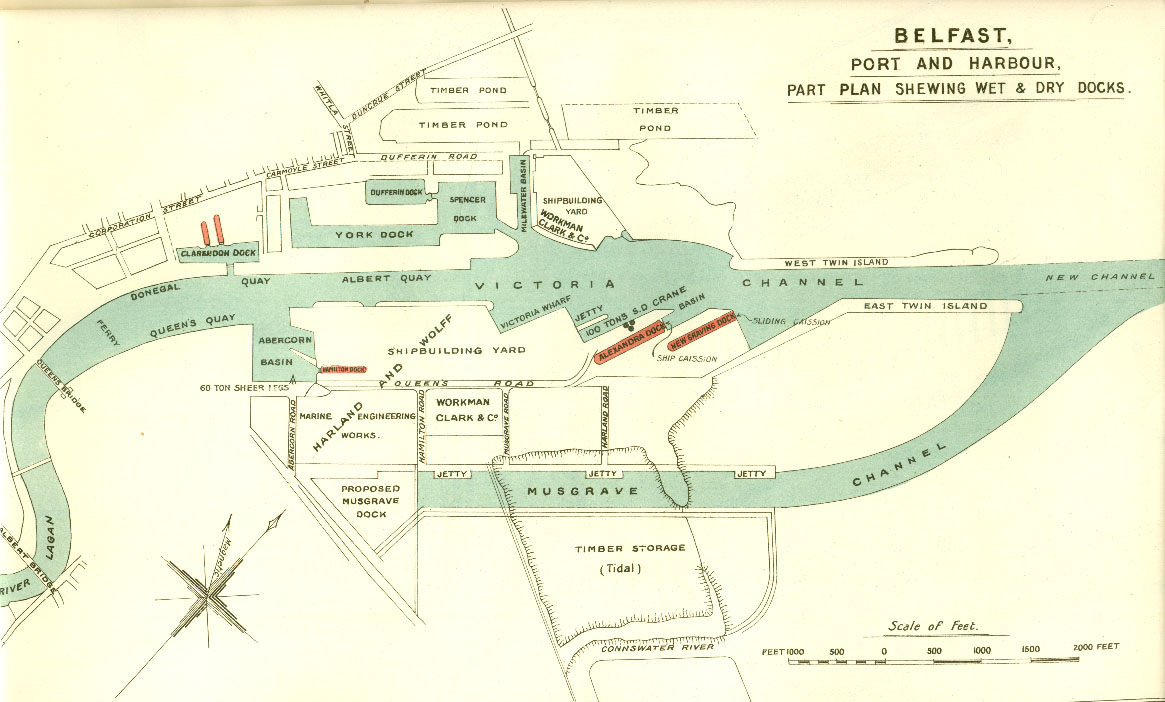
Hafenplan von Belfast, um 1909

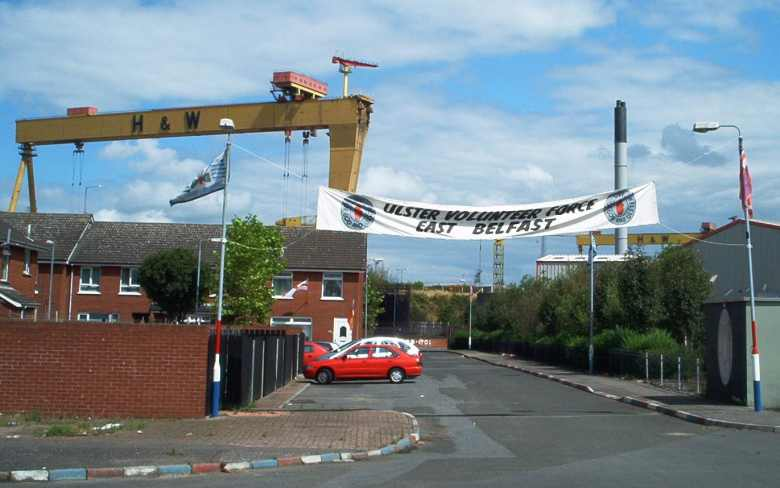
Die beiden gelben, etwa 90 m hohen H-&-W-Kräne Samson und Goliath in East Belfast, davor ein Straßenbanner der Ulster Volunteer Force

Der erste Vorläufer der weltbekannten Werft wurde 1851 von Thompson & Kirwan zum Bau hölzerner Schiffe gegründet. 1853 eröffnete Robert Hickson ein Unternehmen zum Bau eiserner Schiffe. 1854 übernahm Edward James Harland (1831–1895, später Sir Edward J. Harland) aus Newcastle upon Tyne (England) die Leitung der Hickson-Werft und wurde 1858 ihr Eigner.
Er erhielt finanzielle Unterstützung von Gustav Christian Schwabe, dem Juniorpartner der Firma John Bibby, Sons & Co. Ltd., Liverpool. Diese vergab den Auftrag über zunächst drei große Schiffe (Venetian 1859, Sicilian 1860, Syrian 1860) an E. J. Harland. Zur Bewältigung der Folgeaufträge von fünfzehn weiteren Segeldampfern (Grecian, Italian, Egyptian, Dalmatian, Arabian etc.) trat am 1. Januar 1862 der deutschstämmige Ingenieur Gustav Wolff, Neffe von Gustav Christian Schwabe, offiziell als Partner in die Firma ein und etablierte damit die Schiffswerft Harland & Wolff Ltd.
Gustav Christian Schwabe war es auch, der Thomas Henry Ismay, den Gründer der White Star Line, dazu brachte, die Schiffe für seine Reederei bei Harland & Wolff zu bestellen. Damit war eine sehr fruchtbare Partnerschaft entstanden. Der Aufstieg der Werft hing eng mit dem der White Star Line zusammen. Obwohl es zwischen beiden Partnern keine schriftlich fixierten vertraglichen Bestimmungen dazu gab, baute Harland & Wolff für keinen direkten White-Star-Konkurrenten und die Reederei bestellte ihrerseits Neubauten ausschließlich bei den Nordiren. Die bekanntesten Schiffe der White Star Line, die auf den Helgen der Werft entstanden, war die Olympic-Klasse mit der Titanic und ihren beiden Schwesterschiffen Olympic und Britannic.
In der Folgezeit bauten sich ähnliche Partnerschaften mit anderen, damals großen und erfolgreichen, britischen Reedereien auf. Die Royal Mail Line, Pacific Steam Navigation Company, P & O Lines, Union-Castle Line, Bibby Line oder Shaw, Savill & Albion Steamship Co. bestellten nur oder den größten Teil ihrer Neubauten bei Harland & Wolff. Auch ausländische Reedereien, wie die Holland-Amerika Lijn, zählten zu den treuesten Kunden. Um die Flut von Bauaufträgen zu bewältigen, wurde im schottischen Govan gar ein Zweigbetrieb eröffnet.
Harland & Wolff erledigte auch ständig Aufträge für die britische Kriegsmarine, die Royal Navy. Während der beiden Weltkriege entstanden bei der Werft unzählige der vielen Typen an Standard-Frachtern.
In den 1960er und 1970er Jahren begannen die wirtschaftlichen Probleme für die Werft. In vielen westlichen Industrieländern gab es eine Werftenkrise. Flugzeug, Container, der Zerfall des Empires und andere Faktoren verursachten eine Krise in der britischen Seeschifffahrt. Viele Reedereien gaben auf, da sie ihre Liniendienste verloren oder ihre Flotten nicht auf den Container umrüsten wollten oder konnten. Harland & Wolff wurde 1977 in die British Shipbuilders Corporation eingegliedert und 1983 wieder privatisiert. Ende der 1980er Jahre übernahm das norwegische Unternehmen Fred. Olsen Energy die Mehrheit an der Werft.
Die Werft überstand die Krise Ende des 20. Jahrhunderts; ihre Erfahrungen im Bau von Luxuslinern kann sie seitdem nicht mehr in Neubauten einbringen. Hauptgeschäft ist heute die Reparatur und Überholung von Schiffen, gelegentlich auch der Neubau für zivile Auftraggeber oder die Royal Navy. Harland & Wolff führte auch an der bekannten Ha’penny Bridge in Dublin Renovierungsarbeiten aus, die im Jahr 2003 mit dem Europa-Nostra-Preis für wertvolle Erhaltungsarbeit an Kulturgütern ausgezeichnet wurden.
Zuletzt hatte sich die auf 123 Mitarbeiter geschrumpfte Werft hauptsächlich am Bau von Windkraftanlagen und anderen meerestechnischen Projekten beteiligt. Nachdem über längere Zeit größere Verluste geschrieben worden waren, meldete Harland & Wolff am 5. August 2019 Insolvenz an. Der letzte Besitzer, die norwegische Firma Dolphin Drilling, war nicht mehr in der Lage, sie finanziell zu unterstützen. Das Unternehmen stand ohnehin bereits zum Verkauf.
Im Dezember 2019 wurde Harland and Wolff zum Preis von 4,75 Millionen Pfund von der Londoner Firma InfraStrata übernommen. Das Unternehmen war auf dem Energiesektor aktiv und beabsichtigte, seinen neuen Standort in Belfast zunächst zum Bau von Strukturen für seine Projekte fortzuführen. 2021 benannte sich InfraStrata um in H&W Group Holdings. Im September 2024 gab H&W Group Holdings seine Insolvenz bekannt.
Navantia UK begann im Herbst 2024 Verhandlungen über den Kauf der Unternehmenswerte. Für die Unternehmen der Firmengruppe Harland & Wolff Group Holdings plc wurde am 14. Januar 2025 ein Insolvenzverwalter bestellt. Am 27. Januar 2025 gab Navantia UK die Übernahme der mehr als 1000 Arbeitsplätze an vier Standorten bekannt. Die Werftanlagen werden nun modernisiert.